# 기원전 31세기
기원전 31세기는 기원전 3100년부터 기원전 3001년까지를 말한다.

## 주요 사건
- 폴로가 인도 마니푸르주에서 처음으로 행해짐.
- 상하 이집트가 통일되고, 이집트 제1왕조 시작.
- 이집트 원왕조시대 (신석기 시대) 종료.
- 이집트 초기왕조 시작.
- 몰타의 신석기인들이 타르신 신전 건축.
- 스톤헨지 건설의 가장 초기 단계.
- 최초의 쓰기 체계인 쐐기 문자가 발명됨.
- 메네스가 상하 이집트를 통일함.
- 현재 살아있는 가장 오래된 유기체인 그레이트베이슨 브리슬콘 소나무가 화이트 산맥에서 발아함.

## 발명, 발견, 과학사
- 중국 표의 문자.
- 인더스 문명 배수 및 하수 시설.
- 수메르에서 빗면과 지레를 이용한 댐, 운하 건설.
- 구리가 도구 및 무기로 사용됨.
- 최초의 보드게임인 세네트 (보드게임)가 만들어짐.
- 시드니 암각화가 그려짐.

## 년대와 년도
| 기원전 3100년대 | 전3109 | 전3108 | 전3107 | 전3106 | 전3105 | 전3104 | 전3103 | 전3102 | 전3101 | 전3100 |
| 기원전 3090년대 | 전3099 | 전3098 | 전3097 | 전3096 | 전3095 | 전3094 | 전3093 | 전3092 | 전3091 | 전3090 |
| 기원전 3080년대 | 전3089 | 전3088 | 전3087 | 전3086 | 전3085 | 전3084 | 전3083 | 전3082 | 전3081 | 전3080 |
| 기원전 3070년대 | 전3079 | 전3078 | 전3077 | 전3076 | 전3075 | 전3074 | 전3073 | 전3072 | 전3071 | 전3070 |
| 기원전 3060년대 | 전3069 | 전3068 | 전3067 | 전3066 | 전3065 | 전3064 | 전3063 | 전3062 | 전3061 | 전3060 |
| 기원전 3050년대 | 전3059 | 전3058 | 전3057 | 전3056 | 전3055 | 전3054 | 전3053 | 전3052 | 전3051 | 전3050 |
| 기원전 3040년대 | 전3049 | 전3048 | 전3047 | 전3046 | 전3045 | 전3044 | 전3043 | 전3042 | 전3041 | 전3040 |
| 기원전 3030년대 | 전3039 | 전3038 | 전3037 | 전3036 | 전3035 | 전3034 | 전3033 | 전3032 | 전3031 | 전3030 |
| 기원전 3020년대 | 전3029 | 전3028 | 전3027 | 전3026 | 전3025 | 전3024 | 전3023 | 전3022 | 전3021 | 전3020 |
| 기원전 3010년대 | 전3019 | 전3018 | 전3017 | 전3016 | 전3015 | 전3014 | 전3013 | 전3012 | 전3011 | 전3010 |
| 기원전 3000년대 | 전3009 | 전3008 | 전3007 | 전3006 | 전3005 | 전3004 | 전3003 | 전3002 | 전3001 | 전3000 |
| 기원전 2990년대 | 전2999 | 전2998 | 전2997 | 전2996 | 전2995 | 전2994 | 전2993 | 전2992 | 전2991 | 전2990 |